# Аскерханов, Гамид Рашидович
Гамид Рашидович Аскерханов (род. 18 июля 1958, Махачкала, Дагестанская АССР, СССР) — российский политический и общественный деятель. Доктор медицинских наук (1994). Депутат Государственной Думы ФС РФ 2-го созыва, был избран от Всероссийской политической партии Наш дом - Россия. Член комитета ГД по охране здоровья. 

## Общая информация
- Дата рождения: 18 июля 1958 года[2].
- Место рождения: город Махачкала.

## Образование
- Дагестанский государственный медицинский институт (1981)[3]

## Карьера
В 1985 году досрочно окончил аспирантуру в связи защитой кандидатской диссертации на тему «Тромболитическое и хирургическое лечение илиофеморального тромбофлебита». В том же году был принят на должность ассистента кафедры хирургических болезней.
В 1991 году был избран доцентом кафедры.
В 1994 году защитил докторскую диссертацию на тему «Хирургия и тромболитическая терапия острых тромбозов вен нижних конечностей».
В 1995 году избран на должность профессора и заведующего кафедрой хирургических болезней Дагмедакадемии.